# سم جونز سوم
سم جونز سوم (انگلیسی: Sam Jones III؛ زادهٔ ۲۹ آوریل ۱۹۷۹) یک هنرپیشه اهل ایالات متحده آمریکا است. وی از سال ۱۹۹۹ میلادی تاکنون مشغول فعالیت بوده‌است.

## گزیده فیلمشناسی
از فیلم‌ها یا برنامه‌های تلویزیونی که وی در آن نقش داشته‌است می‌توان به آثار زیر اشاره کرد.
- منزل شجاعت (فیلم ۲۰۰۶) (۲۰۰۶)
- قاضی ایمی (۱۹۹۹)
- اسنایپس (۲۰۰۱)
- سی‌اس‌آی (۲۰۰۰–۲۰۰۱)
- اسمالویل (۲۰۰۱–۲۰۰۴, ۲۰۰۸)
- اتاق کابوس (۲۰۰۲)
- بخش فوریت‌های پزشکی (مجموعه تلویزیونی) (۲۰۰۵–۲۰۰۹)
- استخوان‌ها (مجموعه تلویزیونی) (۲۰۰۷)
- ایالت کوهستان آبی (۲۰۱۰)